# جامعة نانيانغ التكنولوجية
جامعة نانيانغ التكنولوجية (بالصينية: 南洋理工大学)، هي جامعة دولية عامة تقع في سنغافورة.

## الروابط الخارجية
1. ↑   https://web.archive.org/web/20231020113811/https://orcid.org/members. اطلع عليه بتاريخ 2023-10-20. {{استشهاد ويب}}: |url= بحاجة لعنوان (مساعدة) والوسيط |title= غير موجود أو فارغ (من ويكي بيانات) (مساعدة)
2. ↑  Nanyang Technological University. "Undergraduate Student Enrolment". مؤرشف من الأصل في 2018-10-03. اطلع عليه بتاريخ 2014-09-16.
3. ↑  Nanyang Technological University. "Graduate Student Enrolment". مؤرشف من الأصل في 2019-04-04. اطلع عليه بتاريخ 2014-09-16.